# Ophiogastrella nigriventris
Ophiogastrella nigriventris är en stekelart som först beskrevs av Günther Enderlein 1921.  Ophiogastrella nigriventris ingår i släktet Ophiogastrella och familjen brokparasitsteklar. Inga underarter finns listade i Catalogue of Life.